# Isole del Commodoro
Le isole del Commodoro (in russo Командорские острова?, traslitterato Komandorskie ostrova) sono un arcipelago che si trova nel Mare di Bering, al largo della penisola della Kamčatka, separato da quest'ultima dall'omonimo stretto. L'arcipelago è costituito da:
- Isola di Bering (in russo Остров Беринга?)
- Isola Mednyj (in russo Остров Медный?)
- Isola di Toporkov (in russo Остров Топорков?)
- e alcuni isolotti: Arij Kamen', Kamni Bobrovye e Sivučij Kamen'.

Geograficamente esse costituiscono un prolungamento delle Isole Aleutine, e proprio da popolazioni aleute vengono ancora frequentate. Dal punto di vista amministrativo, appartengono all'Aleutskij rajon.

## Geografia
Le Isole del Commodoro sono l'estensione più occidentale delle Aleutine, anche se sono separate dal resto dell'arcipelago da diverse centinaia di chilometri di mare aperto. La morfologia del territorio comprende pianure, altopiani di origine vulcanica e basse montagne: con i suoi 755 metri, la vetta più alta è il Steller Peak, che sorge sull'Isola di Bering.
Il clima è relativamente mite, con frequenti precipitazioni. Le estati sono fresche e nebbiose.

## Popolazione
L'unico insediamento abitato in modo permanente è il villaggio di Nikol'skoe, sulla punta nord-occidentale dell'Isola di Bering, che nel 2009 contava 613 abitanti. La popolazione è composta interamente da russi e aleuti. Gli abitanti, escludendo quelli che lavorano nel pubblico impiego, si mantengono con la pesca, la raccolta di funghi e l'ecoturismo.
Nikolskoye ha una scuola, una stazione satellitare e una pista d'atterraggio per piccoli velivoli.

## Storia
Scoperte nel 1684 da Semën Dežnëv, le Isole del Commodoro devono il loro nome al commodoro Vitus Bering, che morì qui nel 1741 dopo che la sua nave, la Svjatoj Pëtr (San Pietro), era affondata sull'allora disabitata Isola di Bering. Insieme a Bering sull'isola trovò la morte gran parte del suo equipaggio. I sopravvissuti riuscirono a resistere al periodo invernale cacciando la numerosa selvaggina presente in questi territori; in seguito, costruirono una piccola imbarcazione utilizzando i resti della St.Peter, e grazie a essa raggiunsero la Kamčatka.
All'inizio del 1825, alcune popolazioni aleute provenienti principalmente da Atka e Attu vennero trasferite sulle Isole del Commodoro dalla Russian-American Company per occuparsi della caccia alle foche. Si sviluppò presto un nuovo idioma chiamato Mednyj Aleut, che mescolava radici aleutine con le inflessioni verbali russe.